# Stanisław Betlejewski
Stanisław Jan Betlejewski (ur. 16 grudnia 1933 w Toruniu, zm. 24 sierpnia 2021 w Bydgoszczy) – polski lekarz, specjalizujący się w otolaryngologii, uznawany za jednego z twórców polskiej szkoły otolaryngologii, światowy autorytet w tej dziedzinie.

## Życiorys
Syn Jana i Agnieszki. W 1957 ukończył studia lekarskie w Akademii Medycznej w Gdańsku, gdzie podjął pracę naukową pod kierunkiem Jarosława Iwaszkiewicza. Stopień doktora medycyny uzyskał w 1966 roku, tematem jego rozprawy doktorskiej był Stan górnych dróg oddechowych, a narząd słuchu w zespole Downa. Stopień doktora habilitowanego uzyskał w 1972 roku na podstawie rozprawy Obiektywne badanie drożności nosa w eksperymencie i klinice.
W 1981 przeniósł się na Wydział Lekarski Akademii Medycznej w Bydgoszczy. W latach 1984–2004 kierował tam Katedrą i Kliniką Otolaryngologii. W 1984 roku otrzymał tytuł profesora nauk medycznych. W latach 1984–1990 sprawował funkcję Prorektora ds. Klinicznych i Kształcenia Podyplomowego Akademii Medycznej w Bydgoszczy. Wykładał na Wydziale Lekarskim i Wydziale Nauk o Zdrowiu Collegium Medicum Uniwersytetu Mikołaja Kopernika. Ponadto zasiadał w Wojewódzkiej Radzie Narodowej w Bydgoszczy, od 1984 do 1988 kierował w niej Komisją Zdrowia. Wieloletni Przewodniczący Oddziału Kujawsko-Pomorskiego Polskiego Towarzystwa Otolaryngologów Chirurgów Głowy i Szyi. Prezydent Klubu Rotary Bydgoszcz.
Zmarł 24 sierpnia 2021, trzy dni później został pochowany na cmentarzu katolickim św. Wincentego à Paulo w Bydgoszczy.

## Odznaczenia
- Złoty Krzyż Zasługi
- Krzyż Kawalerski Orderu Odrodzenia Polski
- Krzyż Oficerski Orderu Odrodzenia Polski (1998)[4]
- Medal Komisji Edukacji Narodowej
- Zasłużony Nauczyciel PRL
- Odznaka honorowa „Za wzorową pracę w służbie zdrowia”
- Odznaka "Za zasługi dla miasta Bydgoszczy"[5]

## Wybrane publikacje
- Intensywny nadzór nad ośrodkowym układem nerwowym (1982, współautor)
- Wybrane zagadnienia z ortopedii i traumatologii (1984, redakcja)
- Zawał mózgu (1987, współautor)
- Wprowadzenie do ćwiczeń klinicznych z neurologii (1986, współautor pracy zbiorowej)
- Wybrane zagadnienia z mikrochirurgii (1998, współautor, ISBN 83-908737-0-2)
- Andrzej Obrębowski: jubileusz 70-lecia urodzin i 46 lecia pracy zawodowej i naukowej: wspomnienia, refleksje, fakty (2007, współautor, ISBN 978-83-60187-77-7)